# Morten Pedersen Grymer
Axel Morten Pedersen Grymer (født 11. november 1923 i København, død 27. juni 1982) var en dansk journalist, der var ansvarshavende chefredaktør for B.T..
Morten Pedersen Grymer begyndte sin journalistiske karriere på pressebureauet Provinskorrespondancen i 1941 og var frem til 1947 tilknyttet Frederiksborg Amts Tidende, Aalborg Amtstidende og Associated Press. I august 1948 kom han til B.T., hvor han fra april 1953 var redaktionssekretær og fra januar 1956 redaktionschef. I april 1959 blev han redaktør og fra 1966 ansvarshavende chefredaktør. Stillingen besad han frem til 1979.
Han var desuden formand for bestyrelsen for Østgrønlandsk Fangstkompagni Nanok A/S. Tilknytningen til Grønland stammede fra hans deltagelse i Peary-Land-ekspeditionen i Nordøstgrønland i 1949, som blev ledet af Eigil Knuth.
Privat boede han i Tikøb og var fra 1965 gift med fotograf Else Tholstrup.
Morten Pedersen Grymer blev begravet fra Holmens Kirke.